# نيوميسين
النيوميسين (بالإنجليزية: Neomycin)‏ مضادّ حيوي ينتمي إلى مجموعة الأمينوغليكوزيد، خصائصه قريبة من الجنتاميسين. نجده خاصة في الأدوية الموضعية مثل الكريمات والمراهم وقطرات العيون. اكتشف سنة 1949 من قبل عالم في الميكروبيولوجي سلمان واكسمان. يتم إنتاج هذه المادّة من بكتيريا Streptomyces fradiae.

## الفاعلية ضد البكتيريا والمقاومة
النيوميسين فعال ضد البكتيريا موجبة وسالبة الجرام وبعض المتفطرات. لا يؤثر عموماً على الزوائف والعقديات. آليات الفاعلية ضد البكتيريا والمقاومة هي نفسها الخاصة بالأمينوغليكوزيدات الآخرى. الاستخدام على نطاق واسع لهذه الأدوية في مستحضرات الأمعاء للجراحة الانتخابية أدى إلى انتخاب كائنات مقاومة وإلى تفشي الالتهاب المعوي القولوني في المستشفيات. يوجد مقاومة متصالبة كاملة بين الكاناميسين والنيوميسين.

## حركية الدواء
النيوميسين لا يمتص بصورة كبيرة في القناة الهضمية. فبعد الاستعمال الفمي، يتم إضعاف أو تغيير فلورا الأمعاء ويخرج الدواء في البراز. إخراج أي دواء مُمتص يتم بصورة أساسية من خلال الترشيح الكبيبي إلى البول.

## الاستخدامات الطبية
النيوميسين عالي السمية عند الحقن. ومع ظهور أمينوغليكوزيدات أكثر فاعلية وأقل سمية تم حصر استخدام النيوميسين في الاستعمال الخارجي والفموي فقط.
- الاستعمال الموضعي : لا يزال هناك تساؤل إذا كان الاستعمال الموضعي مفيداً بجانب العلاج الرئيسي المناسب. المراهم، المكونة عادةً من نيوميسين - بوليميكسين - باسيتراسين، تُستعمل على جروح الجلد الملوثة أو في منخريّ الأنف لإضعاف الستافيلوكوكاي ؛ هذه المراهم لا تكون فعالة بصورة كبيرة.
- الاستعمال الفمي : في مستحضرات جراحة الأمعاء الانتخابية، 1 جرام من النيوميسين يُعطى بالفم كل 6~8 ساعات لمدة 1~2 يوم، عادةً ما يكون مركب مع 1 جرام من قاعدة إريثروميسين. هذا يقلل من فلورا الأمعاء الهوائية مع تأثير قليل على اللاهوائيات.

في السبات الكبدي يمكن التقليل من الفلورا القولونية لمدة طويلة بإعطاء 1 جرام كل 6~8 ساعات فموياً مع التقليل من تناول البروتينات لتقليل الأمونيا التي يمكن أن تسبب تسمم. استخدام النيوميسين في حالة السبات الكبدي تم استبداله بصورة كاملة تقريباً باللاكتولوز الأقل سمية.

## الأعراض الجانبية
النيوميسين يسبب سمية كلوية وسمعية بصورة كبيرة. وظيفة السمع تتأثر أكثر من وظيفة الدهليز، خصوصاً في البالغين ذوي وظائف الكلى الضعيفة أو عند ارتفاع مستويات الدواء لمدة طويلة.
على الرغم من أن فرط الحساسية غير شائع، إلا أن الاستخدام الطويل للمراهم التي تحتوي على النيوميسين على الجلد والعينين ينتج عنه تفاعلات حساسية شديدة.